# La Bataille de l'Escaut
Pour les articles homonymes, voir Bataille de l'Escaut.
Pour plus de détails, voir Fiche technique et Distribution.
La Bataille de l'Escaut (De Slag om de Schelde) est un film de guerre néerlandais réalisé par Matthijs van Heijningen Jr., sorti en 2020.
Il traite d'une partie de la bataille de l'Escaut, aussi connue sous le nom de « bataille des digues », soit la libération de l'île de Walcheren lors de la Seconde Guerre mondiale, menée dans le cadre d'une guerre d'usure imposée par les Allemands, au nord de la Belgique et au sud-ouest des Pays-Bas, entre le 12 septembre et le 8 novembre 1944.
Ce film choral suit trois protagonistes vivant en parallèle les combats de Walcheren en 1944 : Will, pilote britannique dont le planeur est abattu derrière les lignes ennemies ; Marinus, jeune Néerlandais se battant au sein de l'armée allemande mais désillusionné sur les Nazis après avoir été blessé sur le front de l'Est ; et Teuntje, sœur d'un membre de la résistance néerlandaise.
Sorti en salles aux Pays-Bas en 2020, le film sort sur Netflix dans les autres pays en 2021.

## Synopsis
Le film se déroule en octobre et novembre 1944, en Zélande encore occupée par les Allemands. Après le débarquement en Normandie en juin et la dure bataille qui a suivi durant l'été, les Alliés ont progressé rapidement en septembre, libérant la plus grande partie de la France et de la Belgique. Ils ont pris Anvers et son port mais ne peuvent l'utiliser pour approvisionner le front car les rives de l'embouchure de l'Escaut sont toujours sous le contrôle allemand.
Teuntje Visser travaille dans le bureau du maire collabo de Flessingue. Alors qu'elle-même, comme son père médecin, parvient initialement à éviter de choisir son camp, son jeune frère Dirk est à leur insu membre de la résistance néerlandaise. Dirk est arrêté pour avoir jeté une pierre sur un convoi allemand et est torturé pour révéler les noms d'autres résistants.
Le planeur Airspeed Horsa du sergent Will Sinclair, du capitaine Tony Turner et du sergent MacKay, de la Royal Air Force, s'écrase dans l'estuaire de l'Escaut après avoir été endommagé par des tirs antiaériens alors qu'il était en vol vers Arnhem pour l'opération Market Garden. Turner est blessé lors de l'accident.
Marinus van Staveren, un volontaire néerlandais de la Wehrmacht, est réaffecté du front russe pour travailler comme secrétaire et traducteur du commandant allemand de la zone, le colonel Berghof. Marinus est de plus en plus désabusé par les tactiques brutales des nazis, notamment l'exécution d'otages civils. Il montre de la sympathie à Teuntje et son père lorsqu'ils tentent de négocier une peine plus légère pour Dirk dans le bureau de Berghof. Alors qu'il leur a assuré que Dirk serait traité avec clémence, Berghof ordonne sèchement que Dirk soit exécuté avec les autres membres de la résistance. Marinus tente de transmettre secrètement la nouvelle à Teuntje, mais il est repéré par un officier allemand qui le dénonce à Berghof. En guise de punition, il est sélectionné pour faire partie du peloton d'exécution de Dirk et renvoyé au combat.
Après la mort de Dirk, Teuntje apprend que Dirk avait photographié secrètement les positions d'artillerie allemandes le long de l'Escaut. Teuntje et sa meilleure amie, une résistante nommée Janna, sont chargées, par le chef du groupe résistant qui avait réussi à s'échapper, de faire passer les photographies de Dirk et le plan des positions allemandes aux forces alliées qui s'apprêtent à investir l'île de Walcheren.
Après avoir pataugé dans la zone inondée pendant plusieurs jours, le groupe de Will s'arrête dans une ferme où un fermier néerlandais les informe que la 1re division aéroportée britannique a été battue à Arnhem, que Market Garden est un échec, mais que la 1re armée canadienne attaque l'estuaire pour ouvrir l'accès maritime au port d'Anvers. Ils décident de se diriger vers les lignes canadiennes. À mi-chemin, ils s'abritent dans une maison ; attaqués par des soldats allemands, qui tuent Turner, ils les éliminent. MacKay prostré ne pouvant le suivre, Will parvient à rejoindre les forces de l'armée canadienne qui avancent en direction de l'île de Walcheren.
Teuntje est capturée et Janna gravement blessée alors qu'elles mettent à l'eau une barque pour traverser le fleuve et transmettre les photos et la carte. Janna parvient malgré tout à rejoindre les lignes alliées.
Marinus prend part à la défense allemande de la chaussée de Flessingue, seul accès à l'île par le sud, tandis que Will Sinclair participe à l'assaut allié. Les deux camps subissent de lourdes pertes, mais les forces canadiennes, utilisant le plan transmis par Janna, prennent à revers les Allemands par le fleuve et finissent par l'emporter. Marinus déserte les forces allemandes. À la fin de la bataille, Sinclair et Marinus se croisent et hésitent, mais se laissent la vie sauve.
Alors que les Allemands battent en retraite, Marinus poignarde un soldat allemand qui allait exécuter Teuntje dans sa cellule, mais il est abattu dans la lutte. Teuntje, reconnaissante, le soigne, mais Marinus meurt de ses blessures. Sinclair et d'autres soldats alliés trouvent Teuntje à côté du corps de Marinus. Teuntje s'éloigne alors que la ville est libérée.
Un carton indique que la victoire des Alliés sur la chaussée de Walcheren a permis aux forces alliées de disposer d'un accès maritime à Anvers et a contribué à la libération des Pays-Bas par les Alliés le 5 mai 1945.

## Fiche technique
Sauf indication contraire, les informations mentionnées dans cette section peuvent être confirmées par la base de données cinématographiques IMDb,  présente dans la section « Liens externes ».
- Titre original : De Slag om de Schelde
- Titre français et québécois : La Bataille de l'Escaut
- Réalisation : Matthijs van Heijningen Jr.
- Scénario : Paula van der Oest
- Musique : Emilie Levienaise-Farrouch
- Direction artistique : Raimondas Dicius
- Décors : Hubert Pouille
- Costumes : Margriet Procee
- Photographie : Lennert Hillege
- Montage : Marc Bechtold
- Production : Alain De Levita, Bert Hamelinck, Robin Kerremans, Jacomijn Nijhoff, Dimitri Verbeeck
- Sociétés de production : Levitate Film, Caviar Films
- Sociétés de distribution : September Film (Pays-Bas), Netflix (dans le reste du monde)
- Budget : 14 millions d'euros
- Pays de production :  Pays-Bas
- Langues originales : anglais, néerlandais, allemand
- Genres : guerre, historique, choral
- Durée : 124 minutes
- Dates de sortie :
  - Pays-Bas : 5 juin 2020
  - Monde : 15 octobre 2021 (sur Netflix)

### Version française
- Studio : Cinephase
- Adaptation : Vanessa Azoulay
- Direction artistique :  Michèle Dorge
- Enregistrement : Isaline Marquaire
- Mixage : Hugo Bredy
- Chargé de projet : Aude Barthellemy

## Distribution
- Gijs Blom (VF : Maxime Baudouin) : Marinus van Staveren
- Guillaume Bugnot (VF : Guillaume Bugnot) : Guillaume Bugnot
- Susan Radder (VF : Leslie Lipkins) : Teuntje Visser
- Tom Felton (VF : Alexandre Gillet) : Tony Turner
- Jamie Flatters (VF : Gauthier Battoue) : William Sinclair
- Jan Bijvoet (VF : Philippe Siboulet) : Docteur Visser
- Coen Bril (VF : Nicolas Dussaut) : Henk Schneijder
- Theo Barklem-Biggs : John
- Scott Reid (VF : Loïc Hourcastagnou) : Nigel
- Marthe Schneider (VF : Flora Kaprielian) : Janna
- Ronald Kalter (VF : Baptiste Mège) : Dirk Visser
- Justus von Dohnányi : Oberst Berghof
- Mark van Eeuwen : Pim den Oever
- Richard Dillane (VF : Jérôme Keen) : Capitaine Sinclair
- Gordon Morris : Sergeant Mackay

 Source et légende : version française (VF) sur RS Doublage

## Production

### Développement
Matthijs van Heijningen Jr. réalise le film et rejoint Alain de Levita, Paula van der Oest et Mark van Eeuwen, qui sont producteurs du film. Evangelische Omroep, Nederlandse Publieke Omroep rejoignent le projet en tant que coproducteurs.
Le film a reçu des financements de la part de CoBo, du Netherlands Film Fund, du Flemish Audiovisual Fund et du Tax Shelter belge. Il a été annoncé en novembre 2019 que Netflix allait également coproduire, faisant du film le premier film néerlandais de Netflix.

### Tournage
Avec un budget d'environ 14 millions d'euros, c'est le deuxième film néerlandais le plus cher après Black Book, sorti en 2006. Le tournage a commencé en Lituanie et s'est également déroulé aux Pays-Bas et en Belgique.

### Sortie
Le film est projeté pour la première fois le 14 décembre 2020 au CineCity à Flessingue.
Le 15 décembre 2020, il a été annoncé que la sortie en salles de La Bataille de l'Escaut avait été reportée à 2021 en raison des mesures sanitaires du Covid-19 aux Pays-Bas. Le film sort finalement en salles le 5 juin 2021.

## Accueil
Trois jours après son lancement, le film est le plus regardé sur Netflix.
Sur Écran large, Arnold Petit apprécie que, « même si certaines séquences spectaculaires et quelques magnifiques plans larges viennent ponctuer le film, la caméra reste toujours au plus près de ses personnages et se met constamment au service de la narration ». Roger Moore estime sur Movie Nation que « le casting est pointu, transformant les "types" de personnages en personnes de chair et de sang que nous reconnaissons », ajoutant que « le regard hanté et coupable de Blom vous colle à la peau, chaque combat au corps à corps est désespéré et chaque mort a un poids et un sens ».

## Distinctions
Sauf indication contraire, les informations mentionnées dans cette section peuvent être confirmées par la base de données cinématographiques IMDb,  présente dans la section « Liens externes ».
En 2021, le film obtient 5 récompenses lors du 41e Festival du cinéma néerlandais d'Utrecht :
- Meilleure photographie pour Lennert Hillege
- Meilleur montage pour Marc Bechtold
- Meilleure costumes pour Margriet Procee
- Meilleure conception sonore pour Herman Pieëte
- Meilleurs décors pour Hubert Pouille

À l'occasion de ce festival, il reçoit également un prix Golden and Platin Film pour avoir dépassé les 100 000 entrées en salles aux Pays-Bas.
Lors de ce même festival, il est également en compétition dans d'autres catégories :
- Meilleur film
- Meilleur réalisateur de long métrage
- Meilleur scénario de long métrage
- Prix du public